# Хајбован
Хајбован (海勃湾) град је Кини у покрајини Унутрашња Монголија. Према процени из 2009. у граду је живело 248.624 становника.

## Становништво
Према процени, у граду је 2009. живело 248.624 становника.
| 1990.   | 2000.   | 2009    |
| ------- | ------- | ------- |
| 119.876 | 181.666 | 248.624 |